# Familia Simpson (sezonul 9)
Al nouălea sezon al serialului de televiziune american Familia Simpson a fost difuzat pentru prima dată pe rețeaua Fox între septembrie 1997 și mai 1998, primul episod fiind „The City of New York vs. Homer Simpson⁠(d)”. Mike Scully a fost producătorul executiv principal al celui de-al nouălea sezon de producție. Produs de Gracie Films⁠(d) și 20th Century Fox Television⁠(d), acesta conține trei episoade produse de Bill Oakley⁠(d) și Josh Weinstein⁠(d) pentru sezonul precedent, însă difuzate în acest sezon. De asemenea, conține două episoade realizate sub producătorul David Mirkin⁠(d) și alte două episoade sub producătorii Al Jean⁠(d) și Mike Reiss⁠(d).
Sezonul nouă a câștigat trei premii Emmy: „Trash of the Titans⁠(d)” la categoria „cel mai bun serial animat⁠(d)” în 1998, Hank Azaria la categoria „cel mai bun dublaj” pentru vocea lui Apu Nahasapeemapetilon, iar Alf Clausen⁠(d) și Ken Keeler au câștigat premiul pentru „cea mai bună coloană sonoră”. De asemenea, Clausen a fost nominalizat la categoriile „cea mai bună regie muzicală” și „cea mai bună compoziție muzicală pentru un serial” cu episodul „Treehouse of Horror VIII⁠(d)”. Sezonul nouă a fost nominalizat la categoria „cel mai bun serial de televiziune” (Saturn Awards) și „cel mai bun sunet” (Premiul Golden Reel⁠(d)).
Setul DVD al sezonului 9 a fost lansat pe 19 decembrie 2006 în Regiunea 1, 29 ianuarie 2007 în Regiunea 2 și 21 martie 2007 în Regiunea 4.

## Distribuție
Acesta este ultimul sezon care prezintă personajele Lionel Hutz și Troy McClure, ambele interpretate de Phil Hartman. După moartea lui Hartman pe 28 mai 1998, acestea au fost eliminate din distribuție. Ultimul său rol a fost în episodul „Realty Bites⁠(d)” cu cinci luni înainte și de atunci a apărut ocazional ca personaj minor.

### Personaje principale
- Dan Castellaneta - Homer Simpson, Abraham Simpson, Krusty the Clown⁠(d), Groundskeeper Willie⁠(d), Barney Gumble⁠(d) și alte personaje
- Julie Kavner⁠(d) - Marge Simpson, Patty Bouvier⁠(d), Selma Bouvier⁠(d) și alte personaje
- Nancy Cartwright - Bart Simpson, Nelson Muntz⁠(d), Ralph Wiggum⁠(d) și alte personaje
- Yeardley Smith⁠(d) - Lisa Simpson
- Harry Shearer⁠(d) - Montgomery Burns, Waylon Smithers⁠(d), Ned Flanders⁠(d), Seymour Skinner⁠(d), Lenny Leonard⁠(d), Kent Brockman⁠(d), Timothy Lovejoy⁠(d) și alte personaje
- Hank Azaria - Moe Szyslak⁠(d), Clancy Wiggum⁠(d), profesorul Frink⁠(d), Jeff Albertson⁠(d), Apu⁠(d), Bumblebee Man⁠(d) și alte personaje

### Personaje secundare
- Pamela Hayden⁠(d) - Milhouse van Houten⁠(d), Jimbo Jones⁠(d)
- Maggie Roswell⁠(d) - Maude Flanders⁠(d), Helen Lovejoy⁠(d) și domnișoara Hoover⁠(d)
- Russi Taylor - Martin Prince⁠(d) și Sherri și Terri⁠(d)
- Tress MacNeille⁠(d) - Agnes Skinner⁠(d)
- Marcia Wallace⁠(d) - Edna Krabappel⁠(d)
- Frank Welker⁠(d) - diverse animale

### Invitați
- Phil Hartman⁠(d) - Troy McClure, Lionel Hutz și Noe (diverse episoade)
- Martin Sheen - adevăratul Seymour Skinner („The Principal and the Pauper”)
- Fyvush Finkel - Krusty the Clown („Lisa's Sax”)
- Joe Namath - Joe namath („Bart Star”)
- Roy Firestone - Roy Firestone („Bart Star”)
- Mike Judge - Hank Hill⁠(d) („Bart Star”)
- Andrea Martin - mama lui Apu  („The Two Mrs. Nahasapeemapetilons”)
- Jan Hooks - Manjula Nahasapeemapetilon  („The Two Mrs. Nahasapeemapetilons”)
- Stephen Jay Gould - Stephen Jay Gould  („Lisa the Skeptic”)
- Alex Trebek - Alex Trebek  („Miracle on Evergreen Terrace”)
- Jim Varney - Cooder („Bart Carny”)
- James Earl Jones - narator („Das Bus”)
- Jack Ong - pescarul chinez  („Das Bus”)
- Jay Leno, Bruce Baum, Janeane Garofalo, Bobcat Goldthwait, Hank Williams Jr. și Steven Wright  („The Last Temptation of Krust”)
- Helen Hunt - Renee („Dumbbell Indemnity”)
- Rod Steiger - căpitanul Tenille  („Simpson Tide”)
- Bob Denver - Bob Denver („Simpson Tide”)
- Michael Carrington⁠(d) - sergent   („Simpson Tide”)
- Paul Winfield - Lucius Sweet  („The Trouble with Trillions”)
- Steve Martin - Ray Patterson  („Trash of the Titans”)
- U2 ("Trash of the Titans")
- Paul McGuinness - Paul McGuinness  („Trash of the Titans”)
- Brendan Fraser - Brad  („King of the Hill⁠(d)”)
- Steven Weber - Neil („King of the Hill”)

## Recepție
Al nouălea sezon este considerat de unii fani și critici dreptul sfârșitul Epocii de aur a Familiei Simpson. Jurnalistul Alasdair Wilkins de la The A.V. Club⁠(d) a declarat că „începând din acest moment, suntem martori ai decăderii Familiei Simpson, însă nu putem încă stabili cât de grav a fost declinul”. Pe Rotten Tomatoes, sezonul al nouălea are un rating de aprobare de 67% în baza a 6 recenzii critice.
Al doilea episod al celui de-al nouălea sezon - „The Principal and the Pauper⁠(d)” - este adesea considerat unul dintre cele mai controversate episoade ale serialului. Atât fanii, cât și criticii au reacționat negativ la dezvăluirea că Seymour Skinner, un personaj principal prezent încă din primul episod, era un impostor. Episodul a fost criticat de creatorul Matt Groening și de actorul de voce Harry Shearer⁠(d). În cartea Planet Simpson⁠(d) din 2004, Chris Turner menționează că episodul „marchează părăsirea abruptă” a „Epocii de aur” a serialului, acesta începând conform autorului la mijlocul celui de-al treilea sezon. Turner numește episodul drept „unul dintre cele mai slabe episoade din istoria Familiei Simpson” și consideră că fanii puteau ignora răsturnarea de situație dacă concluzia ar fi fost amuzantă sau satirică precum cele din episoadele clasice, însă, din păcate, nu a fost să fie.
În iulie 2007, într-un articol din The Guardian, Ian Jones declară că „serialul a devenit stupid” în 1997, episodul „The Principal and the Pauper” fiind cel care a schimbat macazul. Conform acestuia, a dezvălui că un personaj important dintr-un serial longeviv este un impostor reprezintă o poveste ieftină și trivială. Într-un articol din The Star-Ledger⁠(d) (februarie 2006), Alan Sepinwall⁠(d) și Matt Zoller Seitz menționează episodul în discuția lor despre declinul calității Familie Simpson. Alan Sepinwall declară într-un alt articol din Star-Ledger că „[episodul] a fost atât de neverosimil încât până și personajele îl dezaprobau spre final”. Jon Hein⁠(d), cel care a inventat expresia „jumping the shark⁠(d)” pentru a denota schimbările negative din serialele de televiziune, scrie în Jump the Shark: TV Edition: „Am observat într-un final o înotătoare la începutul celui de-al nouălea sezon, când s-a dezvăluit că adevărata identitate a directorului Skinner era Armin Tamzarian”. James Greene de la Nerve.com⁠(d) a clasat „The Principal and the Pauper” pe locul cinci în lista celor mai proaste 10 episoade ale Familiei Simpson, caracterizând episodul drept o „metacomedie lipsită de sens” și susținând că acesta „părea să trădeze însăși realitatea serialului”. La împlinirea a 25 de ani de la prima difuzare, Fatherly a scris o recenzie negativă a episodului, declarând că răsturnarea de situație reprezintă momentul în care serialul și-a pierdut perfecțiunea.

## Episoade
| Nr. | Episodul | Titlu                                    | Regizor              | Scenarist                            | Data difuzării     | Cod de producție | Audiență SUA (milioane) |  |
| --- | -------- | ---------------------------------------- | -------------------- | ------------------------------------ | ------------------ | ---------------- | ----------------------- |  |
| 179 | 1        | „The City of New York vs. Homer Simpson" | Jim Reardon          | Ian Maxtone-Graham                   | 21 septembrie 1997 | 4F22             | 17.5                    |  |
|     |          |                                          |                      |                                      |                    |                  |                         |  |
| 180 | 2        | „The Principal and the Pauper"           | Steven Dean Moore    | Ken Keeler                           | 28 septembrie 1997 | 4F23             | 14.9                    |  |
|     |          |                                          |                      |                                      |                    |                  |                         |  |
| 181 | 3        | „Lisa's Sax"                             | Dominic Polcino      | Al Jean                              | 19 octombrie 1997  | 3F26 3G02        | 12.9                    |  |
|     |          |                                          |                      |                                      |                    |                  |                         |  |
| 182 | 4        | „Treehouse of Horror VIII"               | Mark Kirkland        | Mike Scully                          | 26 octombrie 1997  | 5F02             | 17.9                    |  |
| 182 | 4        | „Treehouse of Horror VIII"               | Mark Kirkland        | David X. Cohen                       | 26 octombrie 1997  | 5F02             | 17.9                    |  |
| 182 | 4        | „Treehouse of Horror VIII"               | Mark Kirkland        | Ned Goldreyer                        | 26 octombrie 1997  | 5F02             | 17.9                    |  |
| 183 | 5        | „The Cartridge Family"                   | Pete Michels         | John Swartzwelder                    | 2 noiembrie 1997   | 5F01             | 17.3                    |  |
|     |          |                                          |                      |                                      |                    |                  |                         |  |
| 184 | 6        | „Bart Star"                              | Dominic Polcino      | Donick Cary                          | 9 noiembrie 1997   | 5F03             | 17.6                    |  |
|     |          |                                          |                      |                                      |                    |                  |                         |  |
| 185 | 7        | „The Two Mrs. Nahasapeemapetilons"       | Steven Dean Moore    | Richard Appel                        | 16 noiembrie 1997  | 5F04             | 19.8                    |  |
|     |          |                                          |                      |                                      |                    |                  |                         |  |
| 186 | 8        | „Lisa the Skeptic"                       | Neil Affleck         | David X. Cohen                       | 23 noiembrie 1997  | 5F05             | 16.0                    |  |
|     |          |                                          |                      |                                      |                    |                  |                         |  |
| 187 | 9        | „Realty Bites"                           | Swinton O. Scott III | Dan Greaney                          | 7 decembrie 1997   | 5F06             | 17.7                    |  |
|     |          |                                          |                      |                                      |                    |                  |                         |  |
| 188 | 10       | „Miracle on Evergreen Terrace"           | Bob Anderson         | Ron Hauge                            | 21 decembrie 1997  | 5F07             | 16.2                    |  |
|     |          |                                          |                      |                                      |                    |                  |                         |  |
| 189 | 11       | „All Singing, All Dancing"               | Mark Ervin           | Steve O'Donnell                      | 4 ianuarie 1998    | 5F24             | 15.9                    |  |
|     |          |                                          |                      |                                      |                    |                  |                         |  |
| 190 | 12       | „Bart Carny"                             | Mark Kirkland        | John Swartzwelder                    | 11 ianuarie 1998   | 5F08             | 19.2                    |  |
|     |          |                                          |                      |                                      |                    |                  |                         |  |
| 191 | 13       | „The Joy of Sect"                        | Steven Dean Moore    | Steve O'Donnell                      | 8 februarie 1998   | 5F23             | 16.2                    |  |
|     |          |                                          |                      |                                      |                    |                  |                         |  |
| 192 | 14       | „Das Bus"                                | Pete Michels         | David X. Cohen                       | 15 februarie 1998  | 5F11             | 16.6                    |  |
|     |          |                                          |                      |                                      |                    |                  |                         |  |
| 193 | 15       | „The Last Temptation of Krust"           | Mike B. Anderson     | Donick Cary                          | 22 februarie 1998  | 5F10             | 16.5                    |  |
|     |          |                                          |                      |                                      |                    |                  |                         |  |
| 194 | 16       | „Dumbbell Indemnity"                     | Dominic Polcino      | Ron Hauge                            | 1 martie 1998      | 5F12             | 17.4                    |  |
|     |          |                                          |                      |                                      |                    |                  |                         |  |
| 195 | 17       | „Lisa the Simpson"                       | Susie Dietter        | Ned Goldreyer                        | 8 martie 1998      | 4F24             | 17.8                    |  |
|     |          |                                          |                      |                                      |                    |                  |                         |  |
| 196 | 18       | „This Little Wiggy"                      | Neil Affleck         | Dan Greaney                          | 22 martie 1998     | 5F13             | 15.0                    |  |
|     |          |                                          |                      |                                      |                    |                  |                         |  |
| 197 | 19       | „Simpson Tide"                           | Mike B. Anderson     | Joshua Sternin & Jennifer Ventimilia | 29 martie 1998     | 3G04             | 14.8                    |  |
|     |          |                                          |                      |                                      |                    |                  |                         |  |
| 198 | 20       | „The Trouble with Trillions"             | Swinton O. Scott III | Ian Maxtone-Graham                   | 5 aprilie 1998     | 5F14             | 11.4                    |  |
|     |          |                                          |                      |                                      |                    |                  |                         |  |
| 199 | 21       | „Girly Edition"                          | Mark Kirkland        | Larry Doyle                          | 19 aprilie 1998    | 5F15             | 13.5                    |  |
|     |          |                                          |                      |                                      |                    |                  |                         |  |
| 200 | 22       | „Trash of the Titans"                    | Jim Reardon          | Ian Maxtone-Graham                   | 26 aprilie 1998    | 5F09             | 17.4                    |  |
|     |          |                                          |                      |                                      |                    |                  |                         |  |
| 201 | 23       | „King of the Hill⁠(d)"                    | Steven Dean Moore    | John Swartzwelder                    | 3 mai 1998         | 5F16             | 14.8                    |  |
|     |          |                                          |                      |                                      |                    |                  |                         |  |
| 202 | 24       | „Lost Our Lisa"                          | Pete Michels         | Brian Scully                         | 10 mai1998         | 5F17             | 12.9                    |  |
|     |          |                                          |                      |                                      |                    |                  |                         |  |
| 203 | 25       | „Natural Born Kissers"                   | Klay Hall            | Matt Selman                          | 17 mai 1998        | 5F18             | 14.1                    |  |
|     |          |                                          |                      |                                      |                    |                  |                         |  |